# Basílica de San Pedro y San Pablo (Praga)
La basílica de San Pedro y San Pablo (en checo: Bazilika svatého Petra a Pavla) es una iglesia neogótica erigida en la fortaleza de Vyšehrad en Praga, República Checa.
Fundada en 1070-1080 por el rey checo Bratislao II con un capítulo colegiado, la primitiva iglesia románica sufrió un incendio en el año 1249 y fue reconstruida primero en estilo gótico en la época de Carlos IV y más tarde alto barroco a principios del siglo XVIII. La apariencia de hoy es el resultado de una reconstrucción radical neogótica de finales del siglo XIX y principios del siglo XX.  La basílica presenta un impresionante mosaico de piedra sobre su entrada, y sus torres gemelas de 58 m se pueden ver en la cima de una colina al sur a lo largo del río Vltava en el centro de Praga. La iglesia es un importante monumento religioso y cultural, parte del monumento Vyšehrad (ref. 11740/1-1273), y completa uno de los panoramas característicos de la ciudad, contrapeso del castillo de Praga.
Detrás de la iglesia se encuentra un gran parque y el cementerio de Vyšehrad, lugar de reposo final de muchos checos famosos, incluido el autor Karel Čapek y el compositor Antonín Dvorák, que se transformó en un cementerio nacional en el siglo XIX
En 2003 la iglesia capitular fue elevada a basílica menor por el papa Juan Pablo II.

## Historia

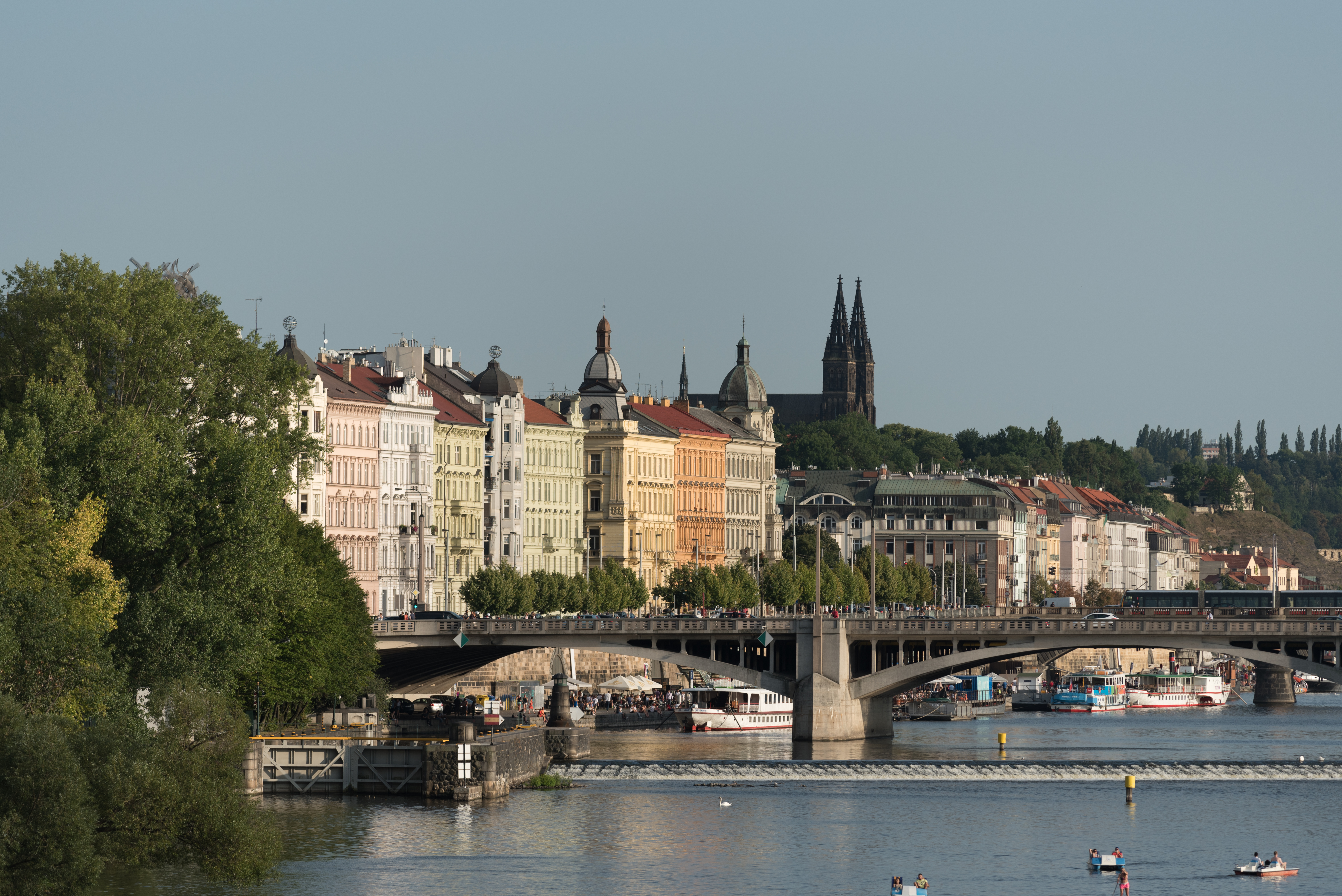
La basílica sobre Vysehrad

La iglesia local fue fundada por el rey Bratislao II de Bohemia en los años 1070-1080, con el establecimiento de un capítulo en Vyšehrad. En ese momento era una basílica de tres naves construida en  estilo románico. Fue reconstruida y ampliada por primera vez en 1129 durante el reinado del príncipe Soběslav I. En 1249, el edificio fue severamente dañado por el fuego, luego fue restaurado en estilo gótico. En 1369, durante el reinado del emperador Carlos IV. para construir un nuevo templo.
En los años 1576 a 1576, la iglesia fue reconstruida nuevamente, esta vez en el  estilo renacentista; y en los años 1707-1729 tuvo lugar otra reconstrucción barroca.
La iglesia fue reconstruida en su forma actual en el  estilo neogótico por Josef Mocker en 1885-1887 y la fachada fue diseñada por František Mikš en 1902-1903. Además de su inusual decoración interior de estilo Art Nouveau, la iglesia también recibió sus dos torres características de 58 metros de altura, que hoy forman uno de los hitos distintivos de la capital. En los años 1981-1987, la iglesia fue generalmente reconstruida y reparada, y se realizó un estudio arqueológico allí.
En 2003, el papa Juan Pablo II distinguió a la iglesia con la condición de basílica menor.

## Exterior

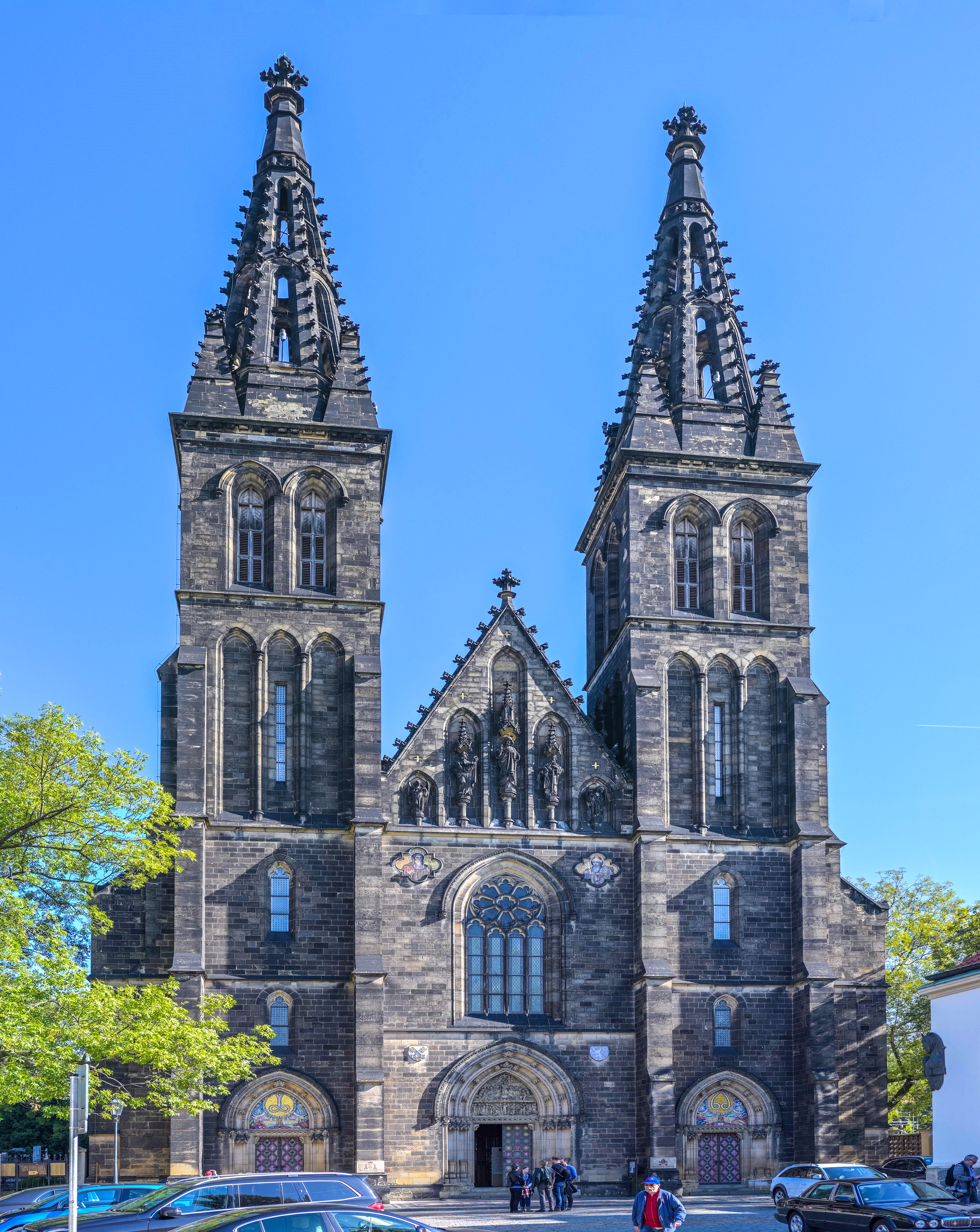
Frente de la basílica

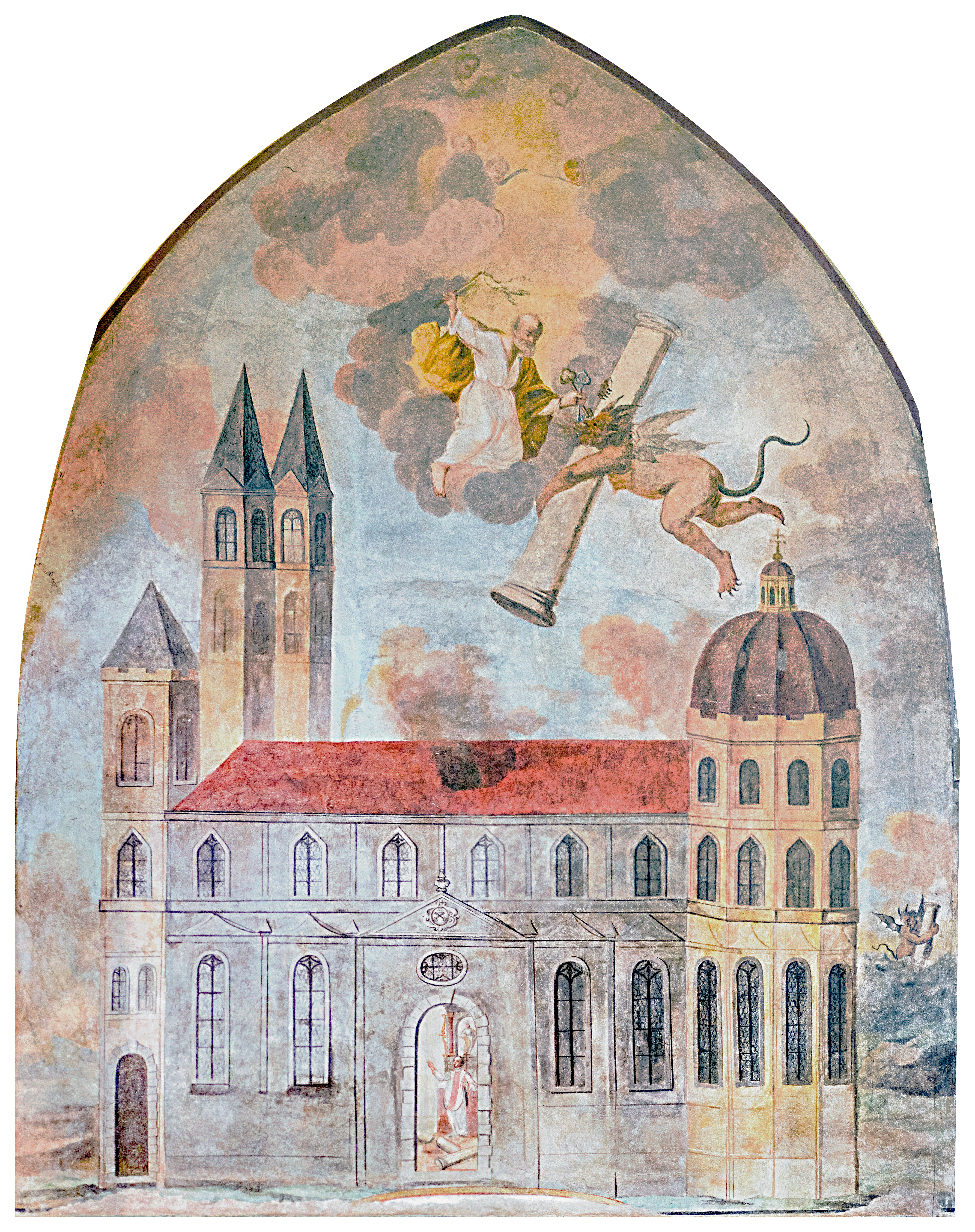
Pintura barroca que representa la idea de la iglesia original y la leyenda de la Columna del Diablo

El edificio actual en sí es una basílica neogótica. Fue construido entre 1887 y 1903. El primer maestro de obras fue Josef Mocker, pero murió a mitad de la construcción. Fue terminada por su compañero František Mikš, quien modificó el diseño de la fachada y de la torre de los planos originales de Mocker. La parte principal de la iglesia consiste en una nave central con dos naves laterales; un gran coro, santuario y ábside; y dos salas laterales con una sacristía y una capilla para Panna Maria Šancovská Nuestra Señora de las Murallas.
No hay transepto. Estructuralmente, el edificio es bastante vertical, su techo tiene bóvedas de arista y las ventanas en arco apuntado dejan entrar la luz del sol a través de vidrieras. A pocos metros al este de donde se encuentra la iglesia ahora están los muros del cementerio, donde se excavaron los cimientos originales del ábside de la antigua iglesia gótica. El ábside antiguo y el nuevo ábside están diseñados de la misma manera; ambos tienen el mismo número de contrafuertes.
La fachada occidental presenta tres portales —decorada con emblemas provinciales y capitulares, relieves en  tímpanos y mosaicos modernos con motivos α y ω de L. Šindeláře—, dos torres y un frontón triangular de coronación entre las torres.  El tímpano del portal principal está decorado por Jesús parado con sus apóstoles. Bajo ellos, el arcángel Miguel se interpone entre las personas que los ángeles llevan al cielo y las personas paralizadas por el sufrimiento del pecado. En el frontón se alzan esculturas de los santos homónimos de la basílica Pedro y Pablo con ángeles y Jesús.
Otra característica interesante de la basílica de los Santos Pablo y Pedro son las agujas, que son huecas. Tienen delgados agujeros que hacen que la parte superior de las torres sea ligera y elegante, lo que recuerda la formación cónica de las flores de castaño que se pueden encontrar floreciendo en los árboles a lo largo de las paseos en el complejo de Vyšehrad. Las agujas (y, de hecho, el frontón triangular de la fachada entre ellas) están adornadas con pedales como finas protuberancias a lo largo de su longitud y en su parte superior, conectando aún más su semejanza con la flor.

Detalles del exterior
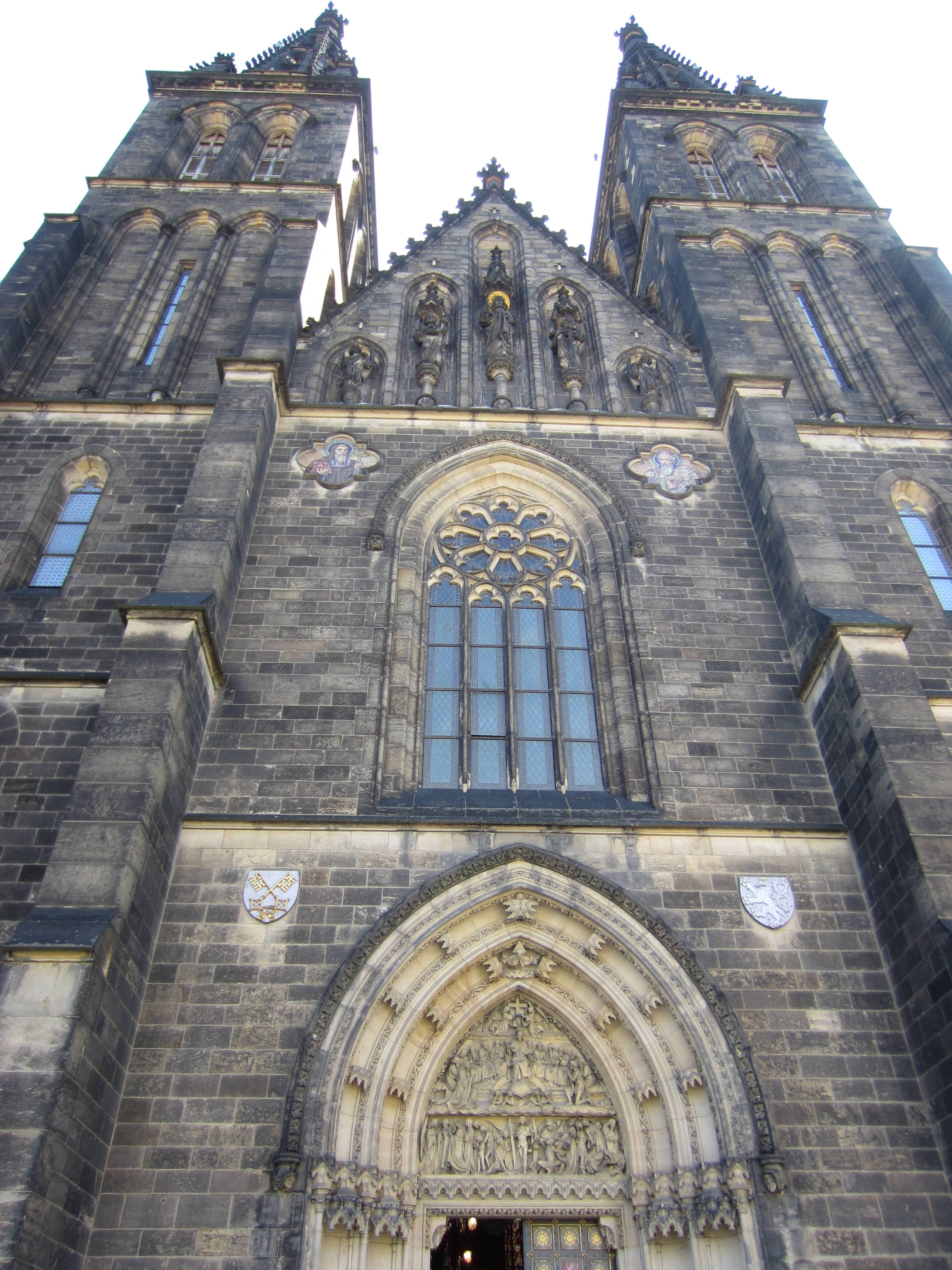
Escorzo del pórtico central
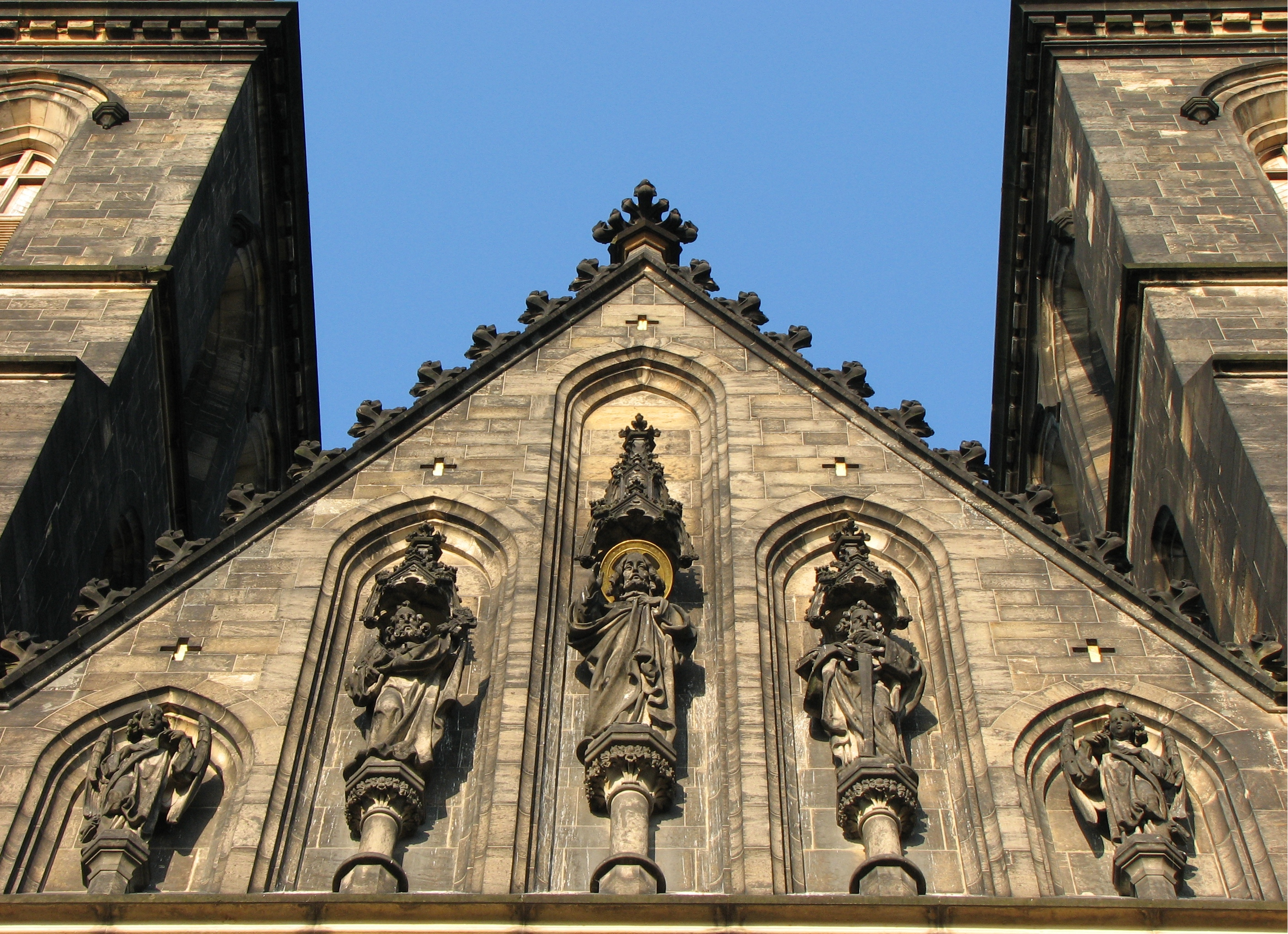
Detalle del frontón
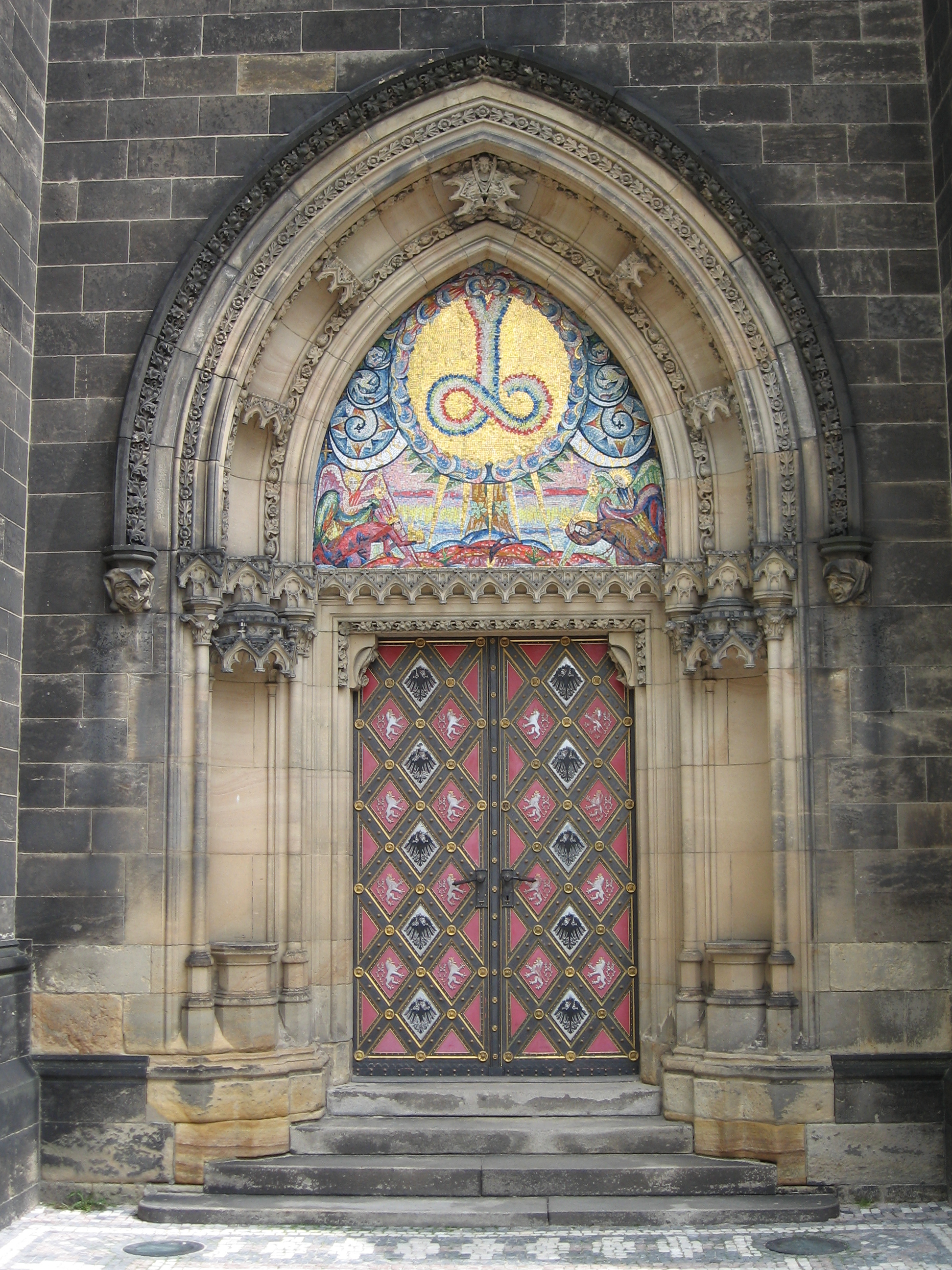
Portal izquierdo (α)
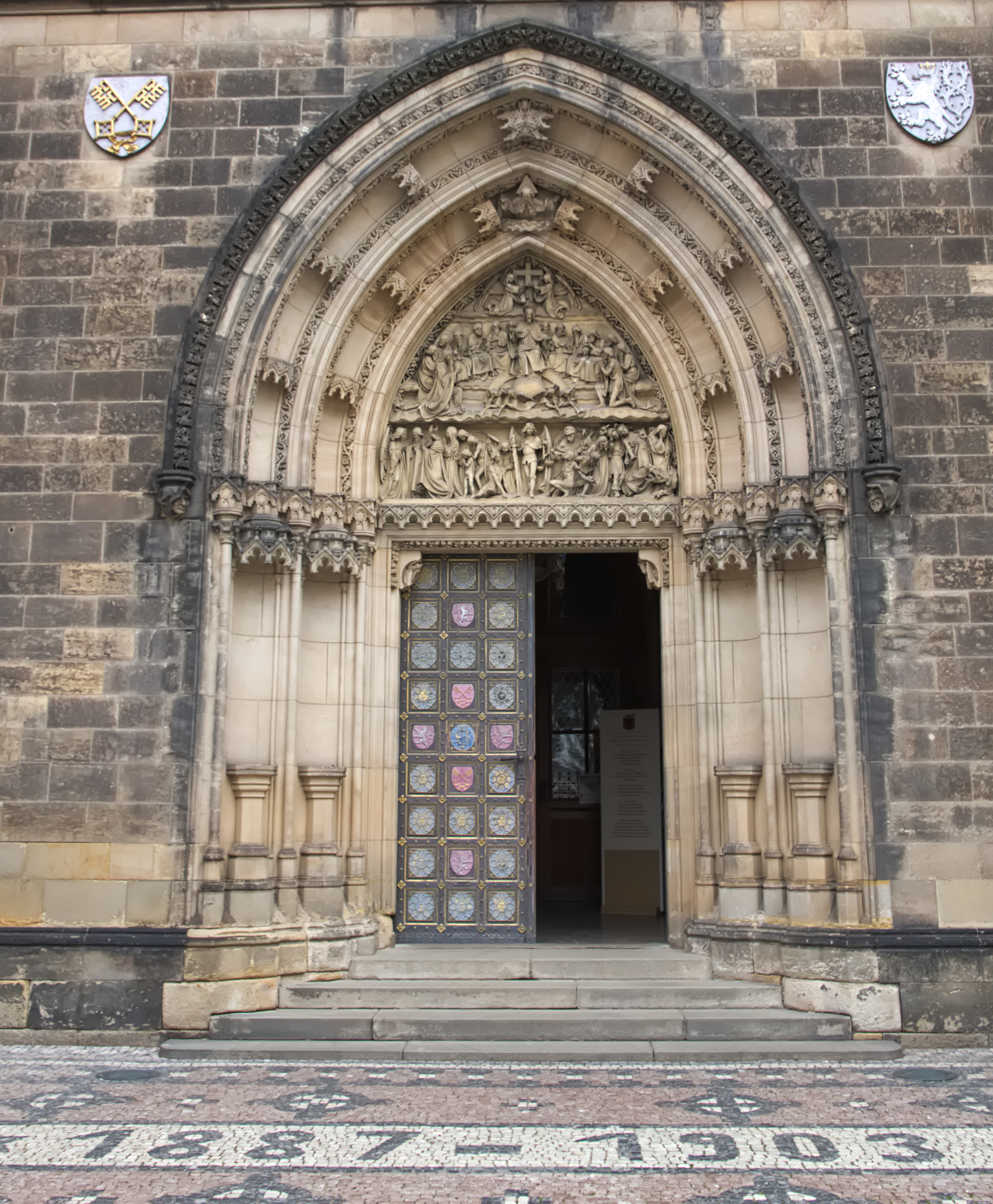
Portal central
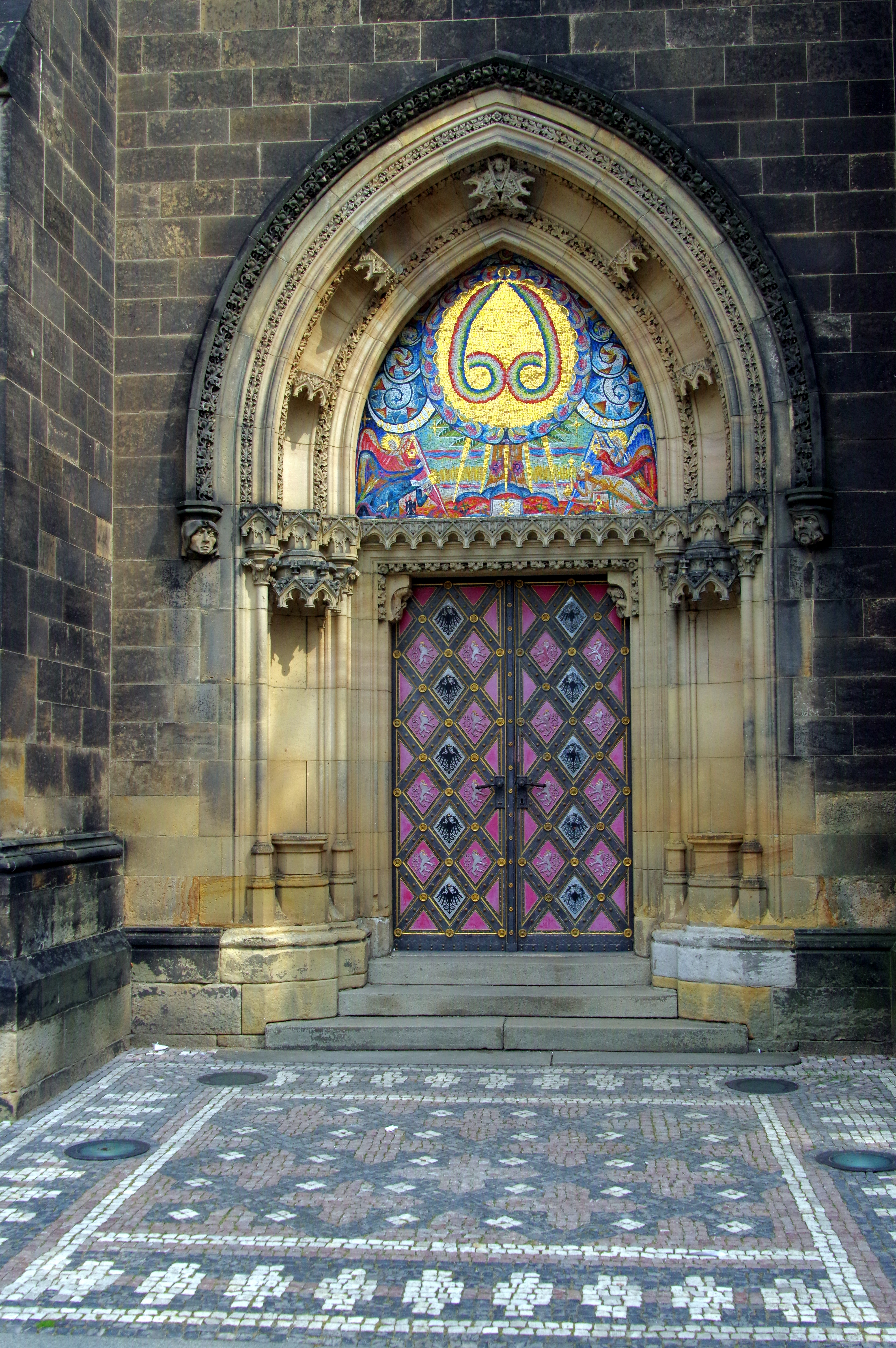
Portal derecho (ω)
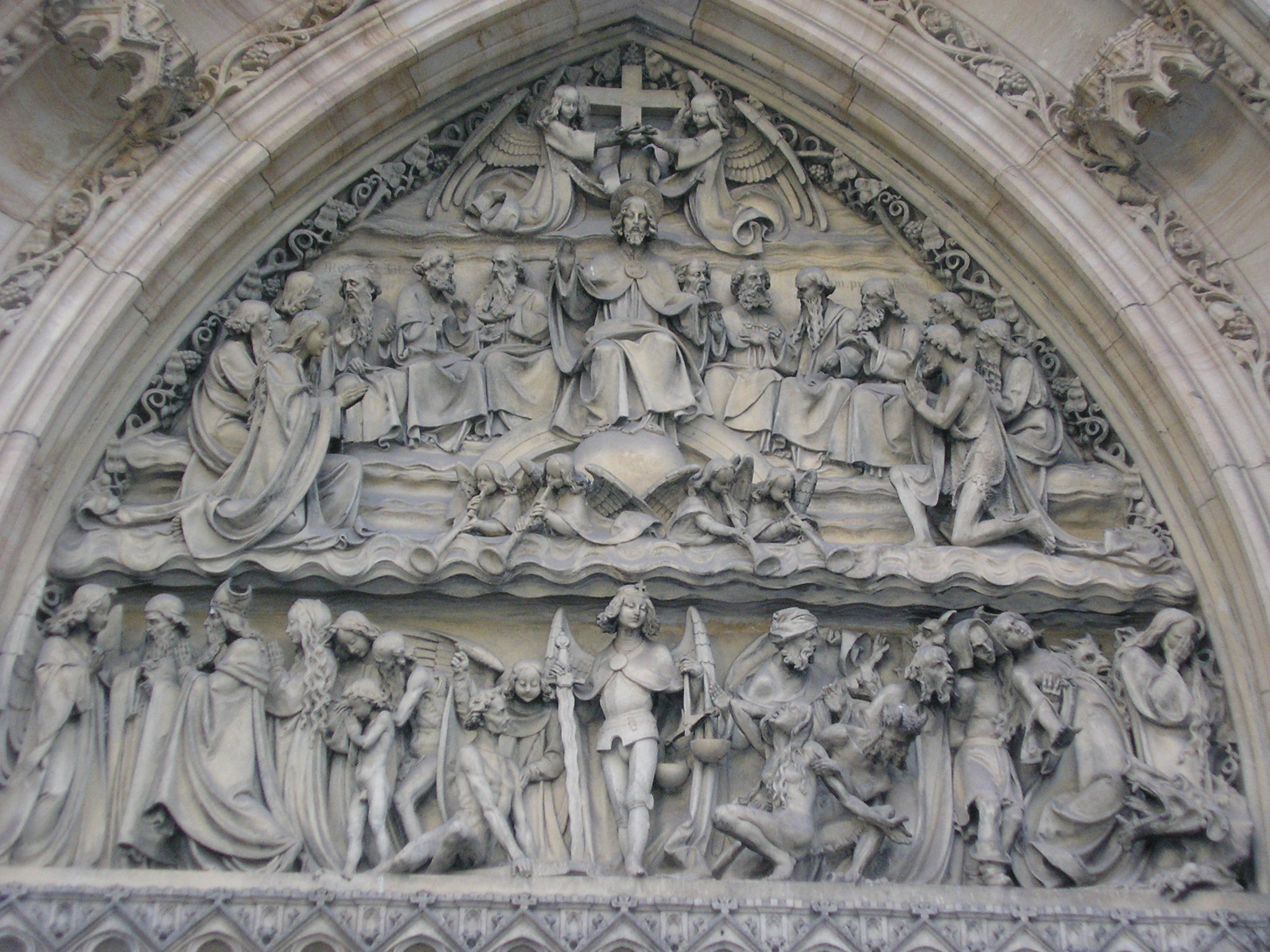
Detalle tímpano central
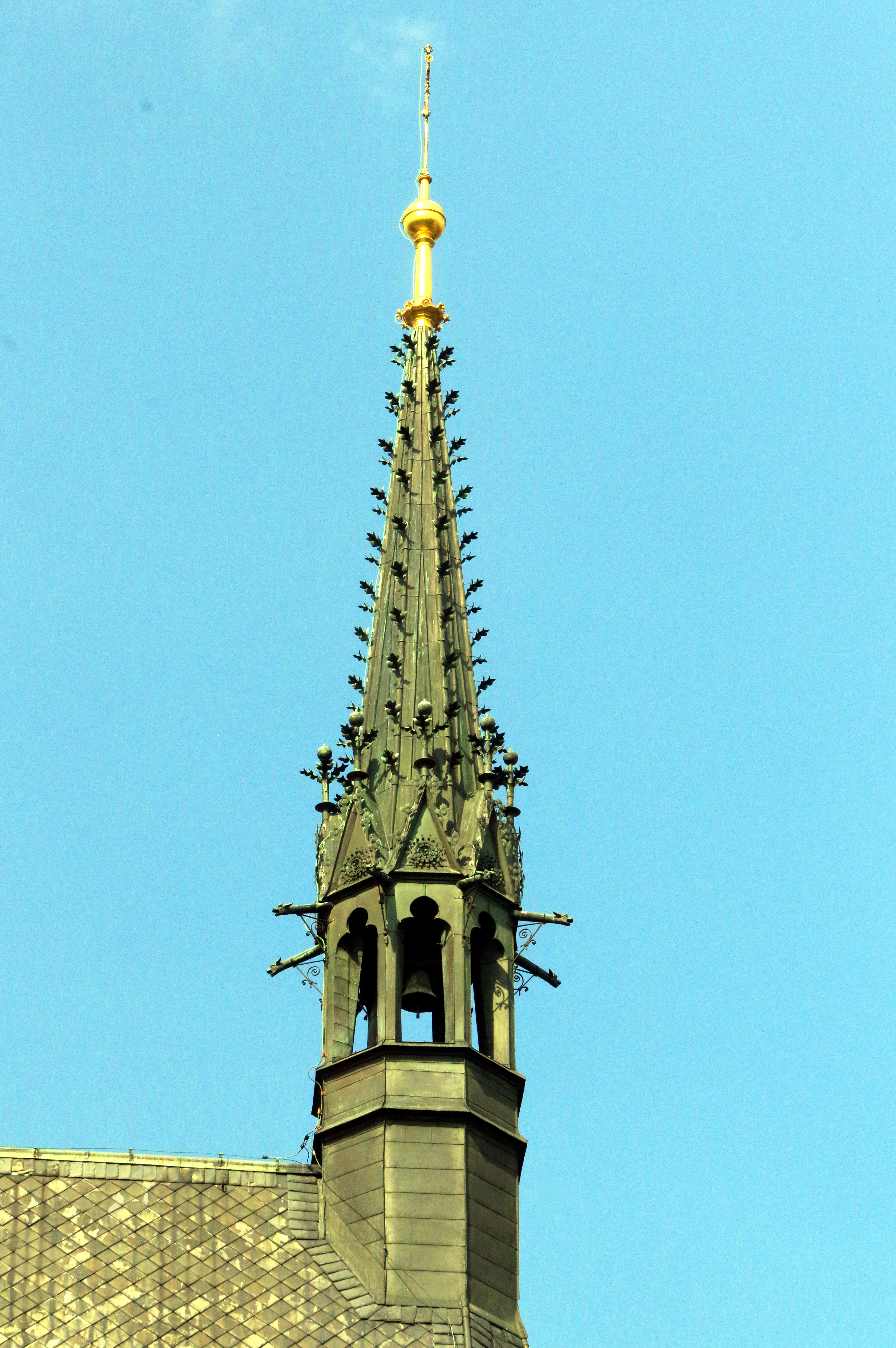
Detalle aguja
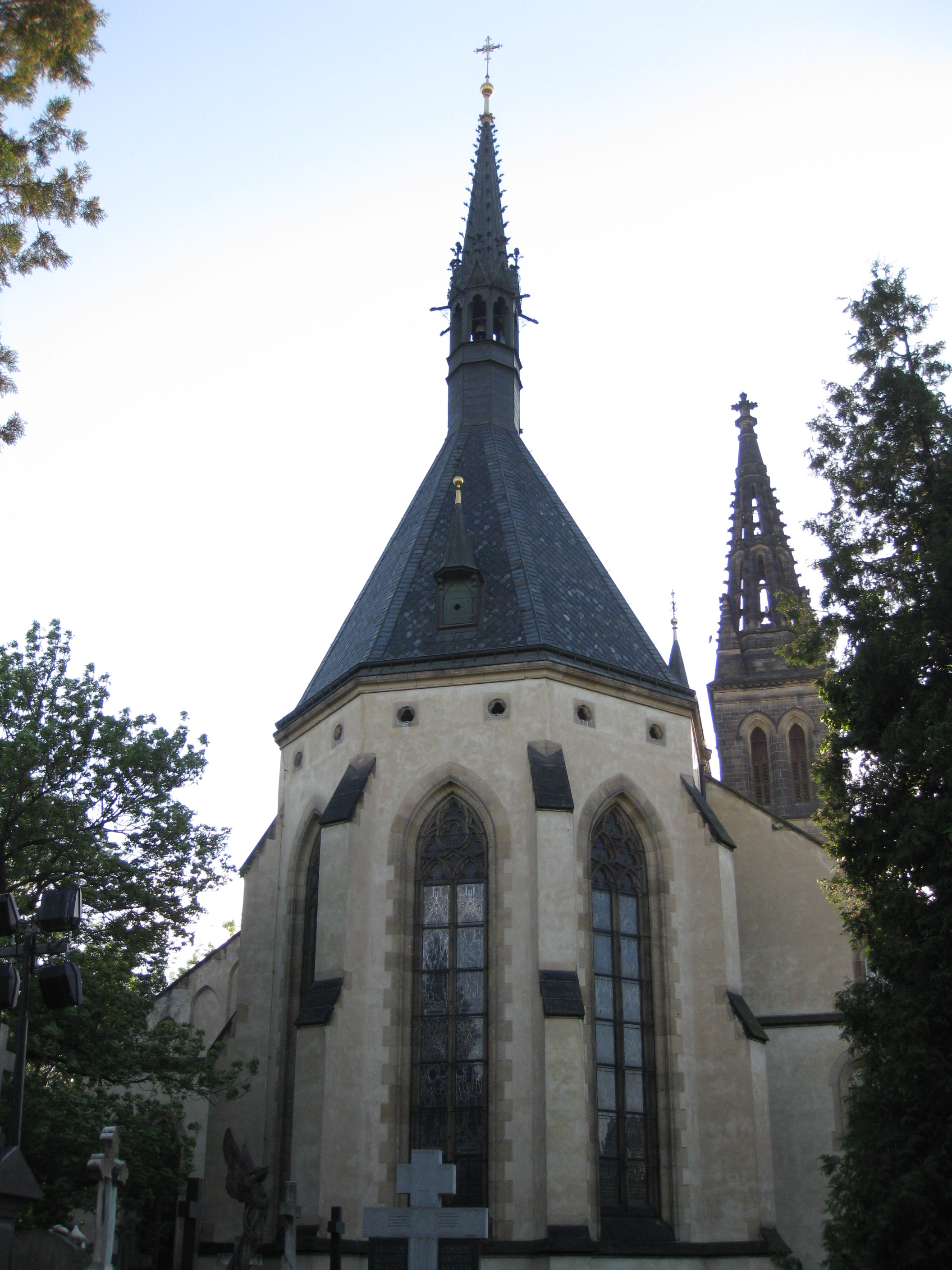
Ábside

## Interior

Frescos en la basílica de los santos Pedro y Pablo

La historia es el tema dominante de la decoración interior; la historia del arte, el cristianismo y las tierras checas son aspectos de la decoración. Como una pieza de la historia del arte, la iglesia es una especie de exposición de piezas góticas, art nouveau e incluso barrocas.
Además del diseño del propio edificio, el altar principal, el púlpito y los altares menores de las poco profundas capillas laterales también son neogóticos. Están intrincadamente tallados con miniagujas y tracerías en todo. Incluso el órgano que se encuentra encima de la entrada tiene agujas huecas que coinciden con las de las torres occidentales. Además, cada capilla tiene pinturas del renacer gótico. El tema de las vidrieras es la historia de la arquitectura gótica; cada ventana retrata a Jesús ante una iglesia gótica o neogótica diferente. Completando el homenaje al estilo gótico, en el extremo oriental de la nave lateral norte, sobre la entrada a la sacristía, se encuentra un gran fresco de la primera iglesia gótica que se encontraba en el lugar y la leyenda de la llamada Columna del Diablo (hoy en Karlachovy sady). La imagen original copiada para la pintura está tomada del libro de J.F. Hammerschmidt Gloria et majestas sacrosanctae, regiae, exemptae et nullius diaecesis Wissehradensis ss. Apostolorum Petri et Pauli desde el año 1700, pero su precisión arquitectónica debe ser cuestionada porque es un grabado romántico realizado más de 100 años después de la existencia de la iglesia gótica.
Además, en cada una de las capillas laterales hay grandes pinturas barrocas del siglo XVI, que mantienen el vínculo con otra parte del pasado de la iglesia. El último edificio en estar en el lugar fue una iglesia barroca construida en el primer cuarto del siglo XVIII. No tenía torres, pero la fachada era bastante decorativa e incluía una gran cantidad de pilares jónicos.
El interior de la iglesia está ricamente decorado. Aparentemente, cada centímetro de los muros, pilares y techos está recubierto con la decoración ornamentada y fluida del pintor František Urban y de su esposa Marie Urbanová-Zahradnická, inspirados en Alfonz Mucha. Mujeres aladas sin nombre flanquean los arcos desde la nave y llenan las secciones de la bóveda de las arcadas. Encima de los pilares y a lo largo del borde de cada imagen corren patrones florales y cintas de colores. Los verdes y marrones vivos que cubren la totalidad del interior crean una sensación de estar dentro de un bosque. El techo de la nave es de color verde oscuro, como si fuera un dosel en la sombra. Incluso los bancos de madera marrón en el suelo para los espectadores de los servicios religiosos están tallados con hojas de roble.
El ciclo de pinturas murales del pintor vienés Karel Jobst data de la época de la reconstrucción neogótica. Pedro y Pablo, en el presbiterio, con figuras de santos diseñadas por F. Sequense y Jesucristo, en la nave y vidrieras.

Detalles del interior
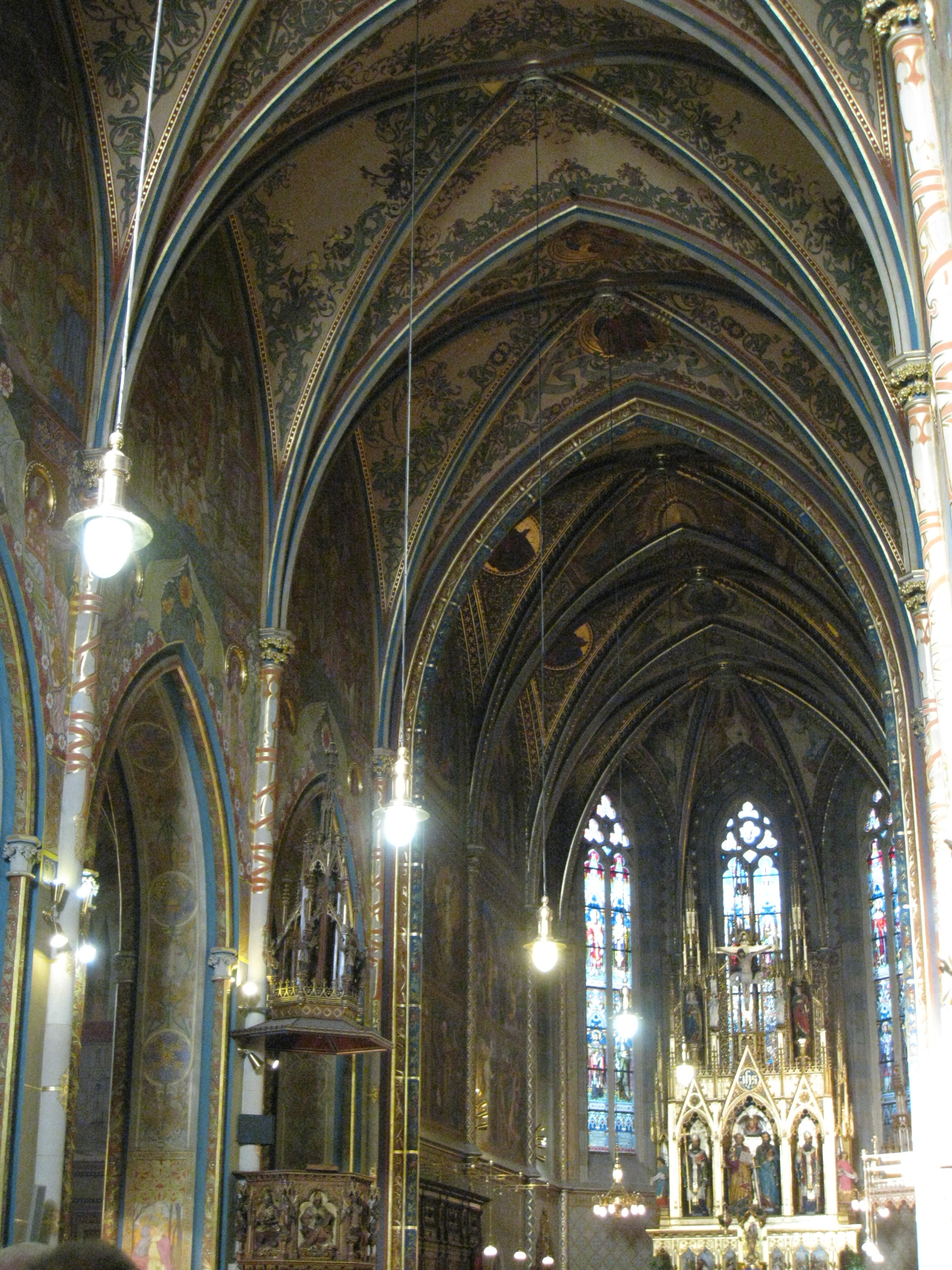
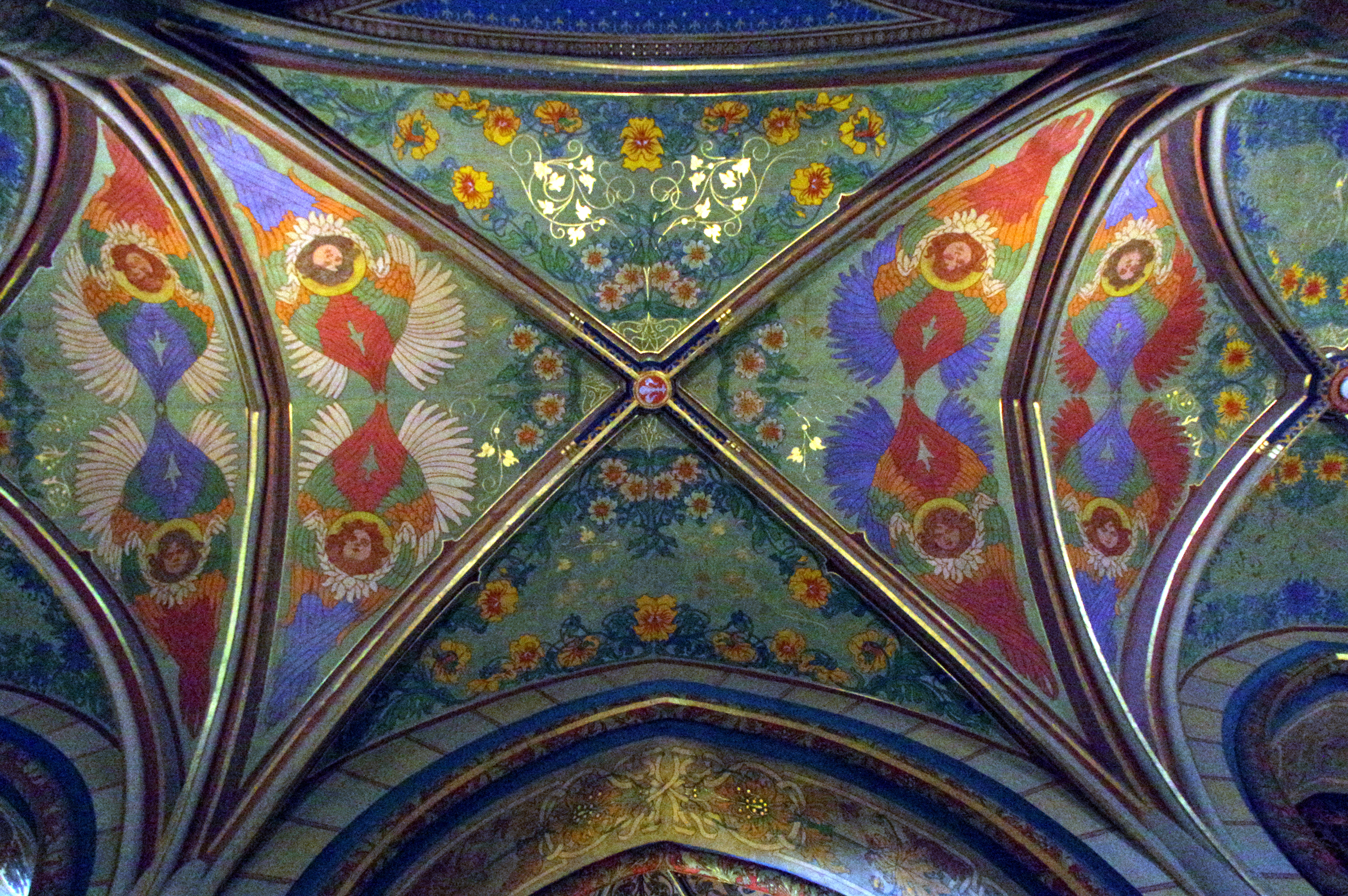
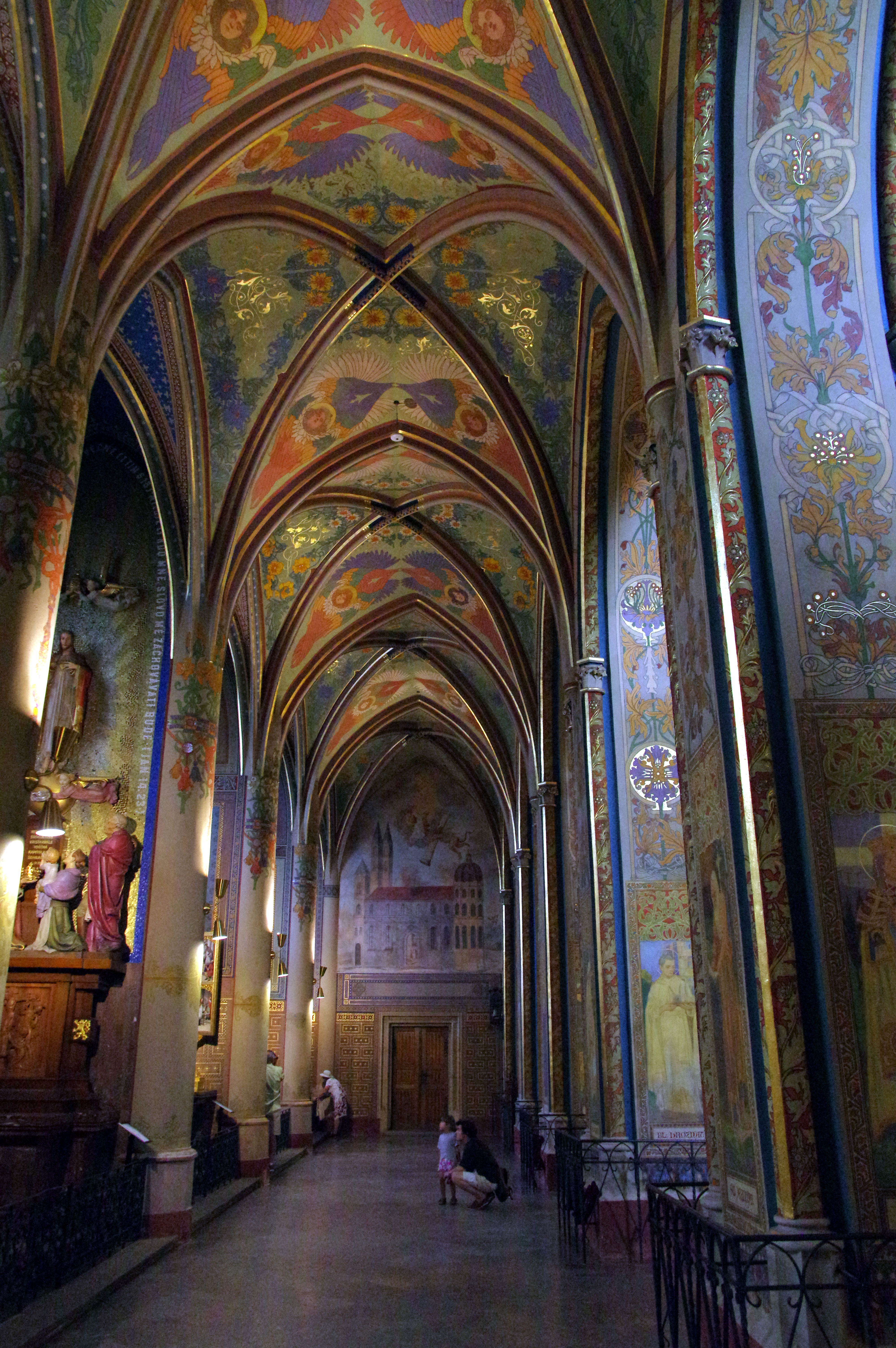
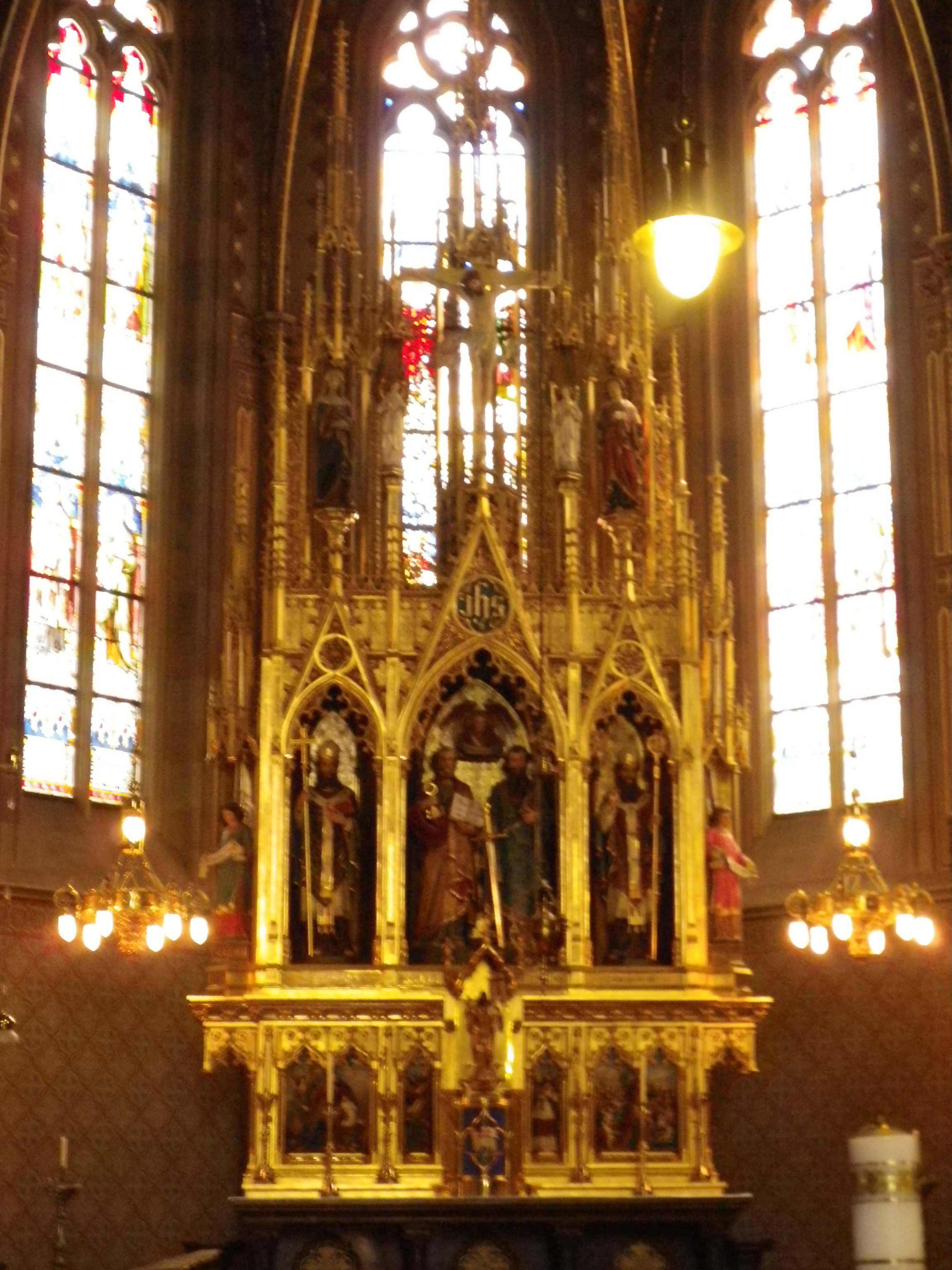
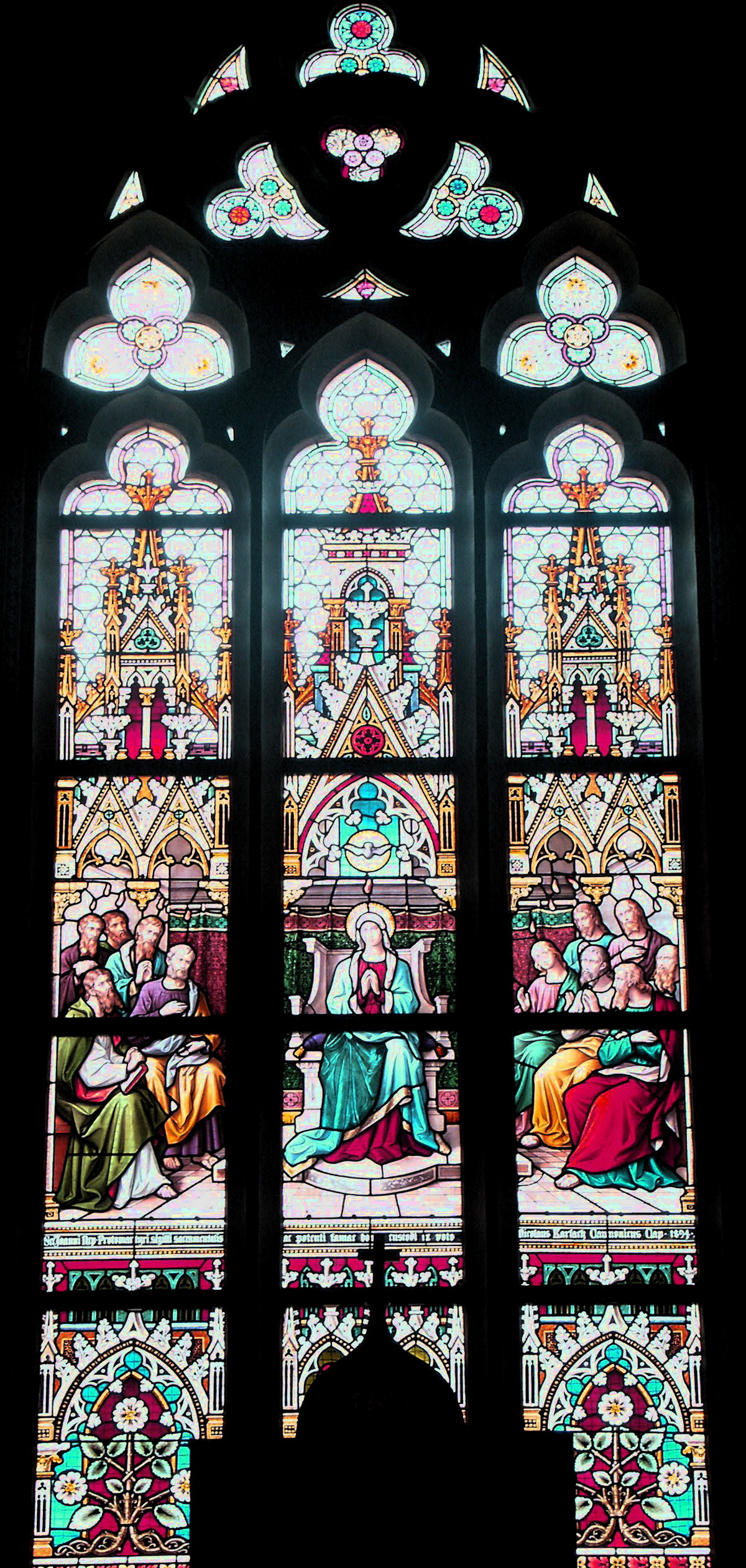
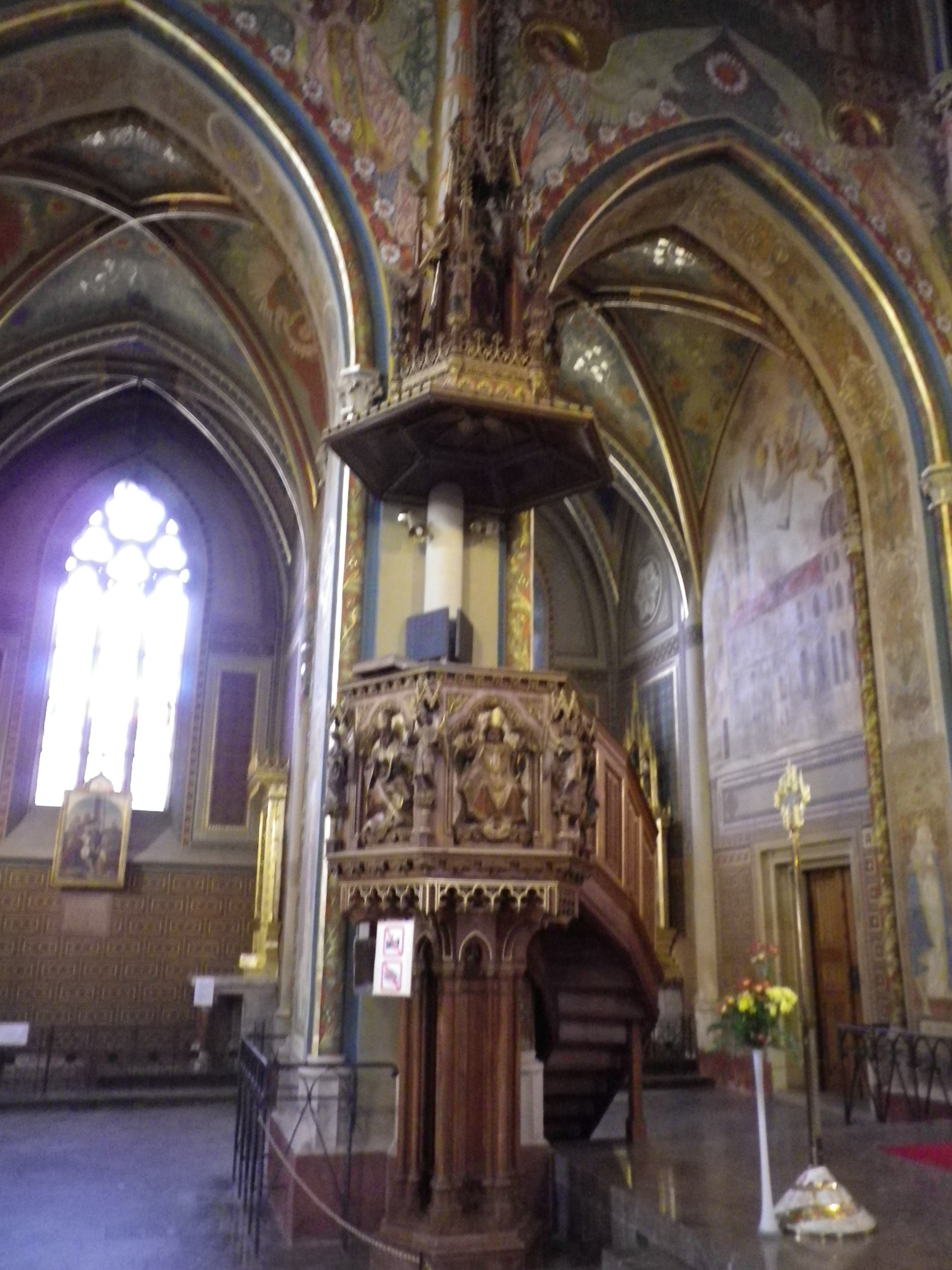
Púlpito

## Cementerio

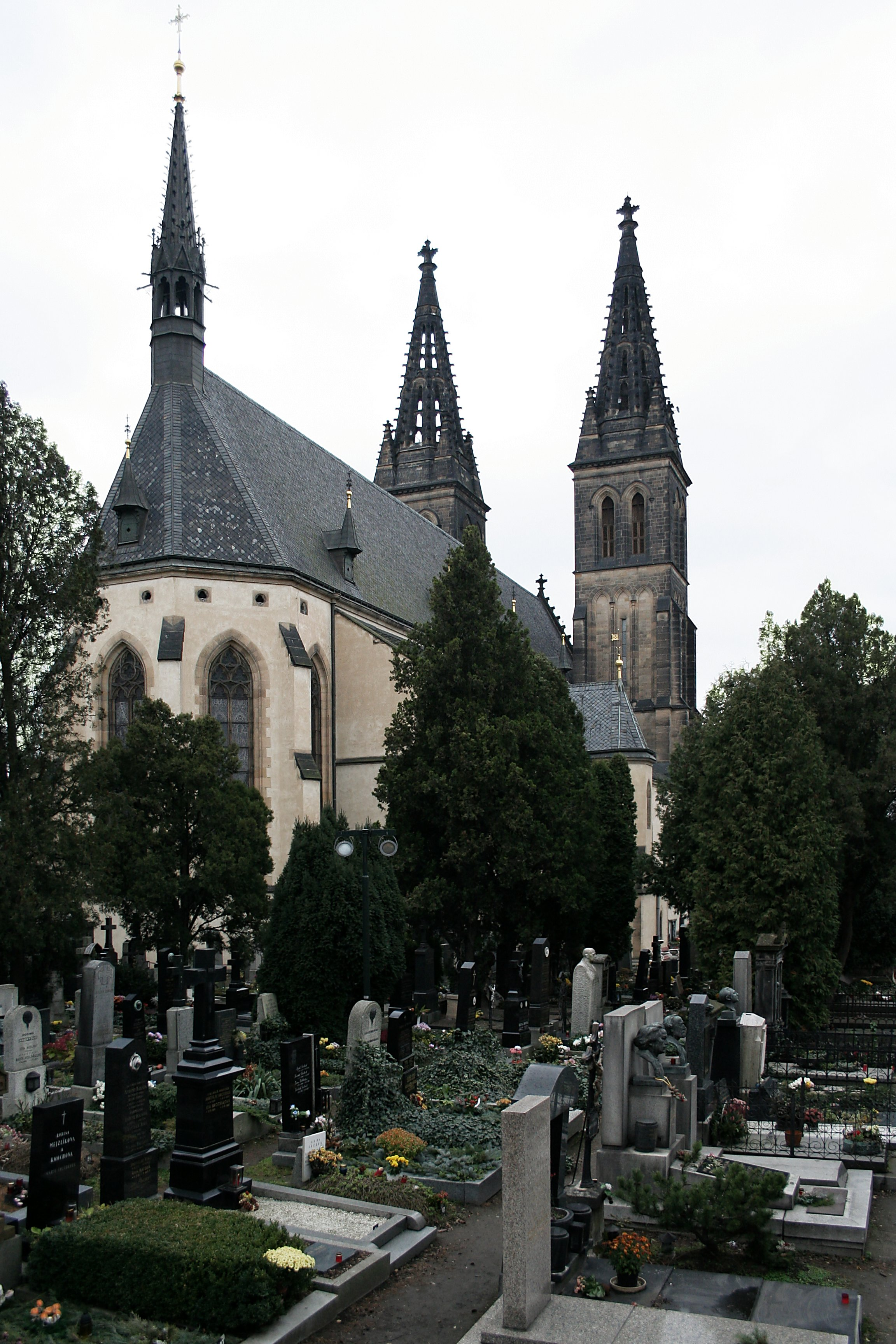
Vista desde el cementerio de Vyšehrad

Desde la Edad Media, se han identificado cuatro cementerios en Vyšehrad: en la rotonda de San Martín, en la basílica de San Lorenzo, en la iglesia de San Juan Bautista y en la basílica de San Pedro y San Pablo con más tiempo de servicio. No se abolió durante las reformas de Josephine, porque estaba lo suficientemente lejos de la ciudad (más de 500 escalones) y en 1785 recibió un permiso especial por decreto de la oficina.
El cementerio se dividió en varias partes. Sacerdotes, monjas y clérigos mayores fueron enterrados en la parte occidental en nueve secciones separadas. Más tarde, las enfermeras de la escuela y del hospital encontraron su último descanso aquí. Esta parte en la entrada en el lado oeste, que es donde están enterradas las monjas (voršilky, bartolomějky, redemptoristky), se ha conservado y tiene un departamento separado. La parte oriental estaba reservada para los jesuitas. La parte más antigua del cementerio está rodeada por una celosía barroca y los cuidadores de los leprosos y los infectados por la peste están enterrados allí.
La transformación en cementerio nacional se debió a un miembro del capítulo de Vyšehrad, el rector Václav Štulc, la reconstrucción fue diseñada por František Ladislav Rieger. La primera expansión tuvo lugar en 1869.